# Kaspar Brunner

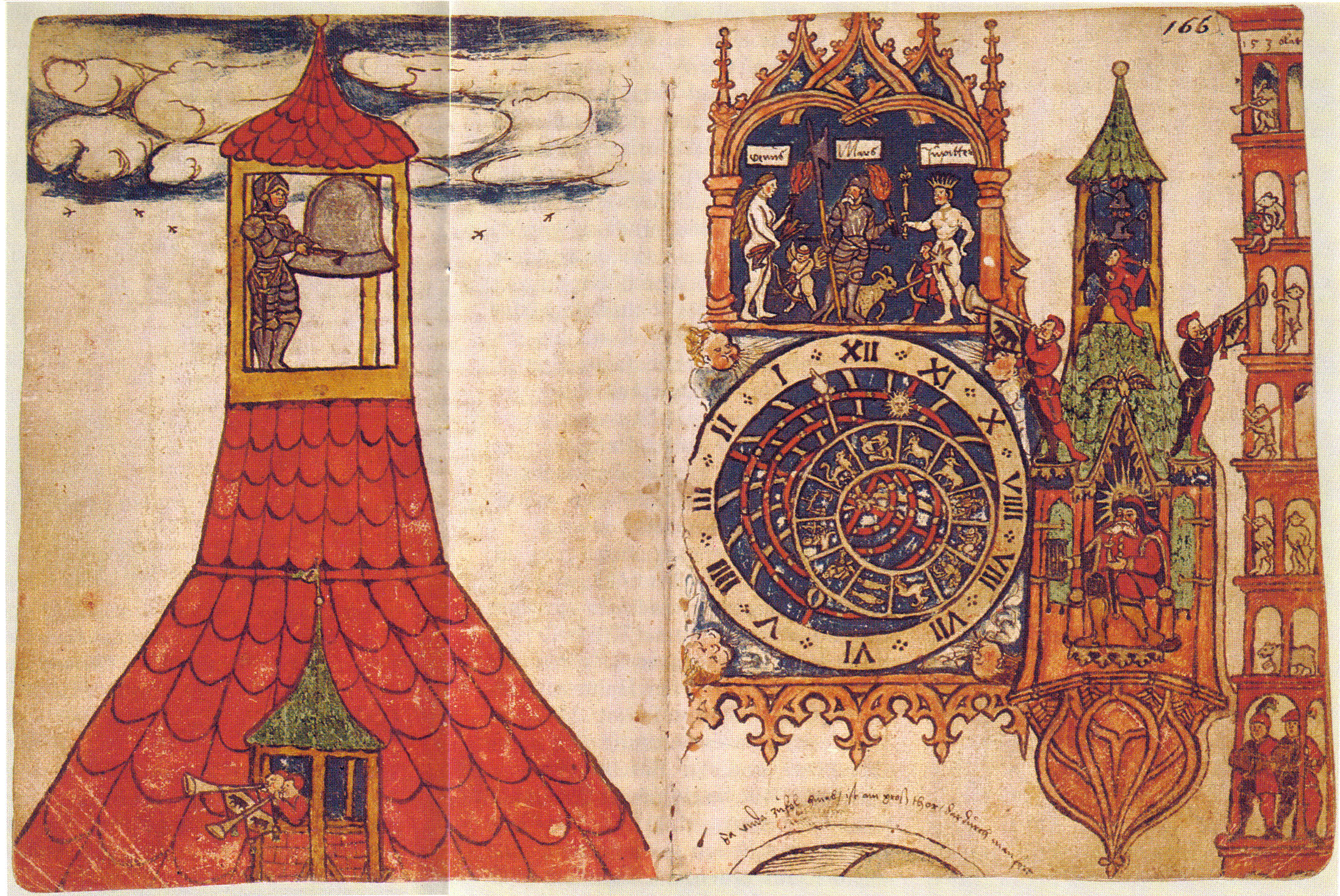
Zeitgenössische Darstellung der Uhr des Zytglogge, 1534.

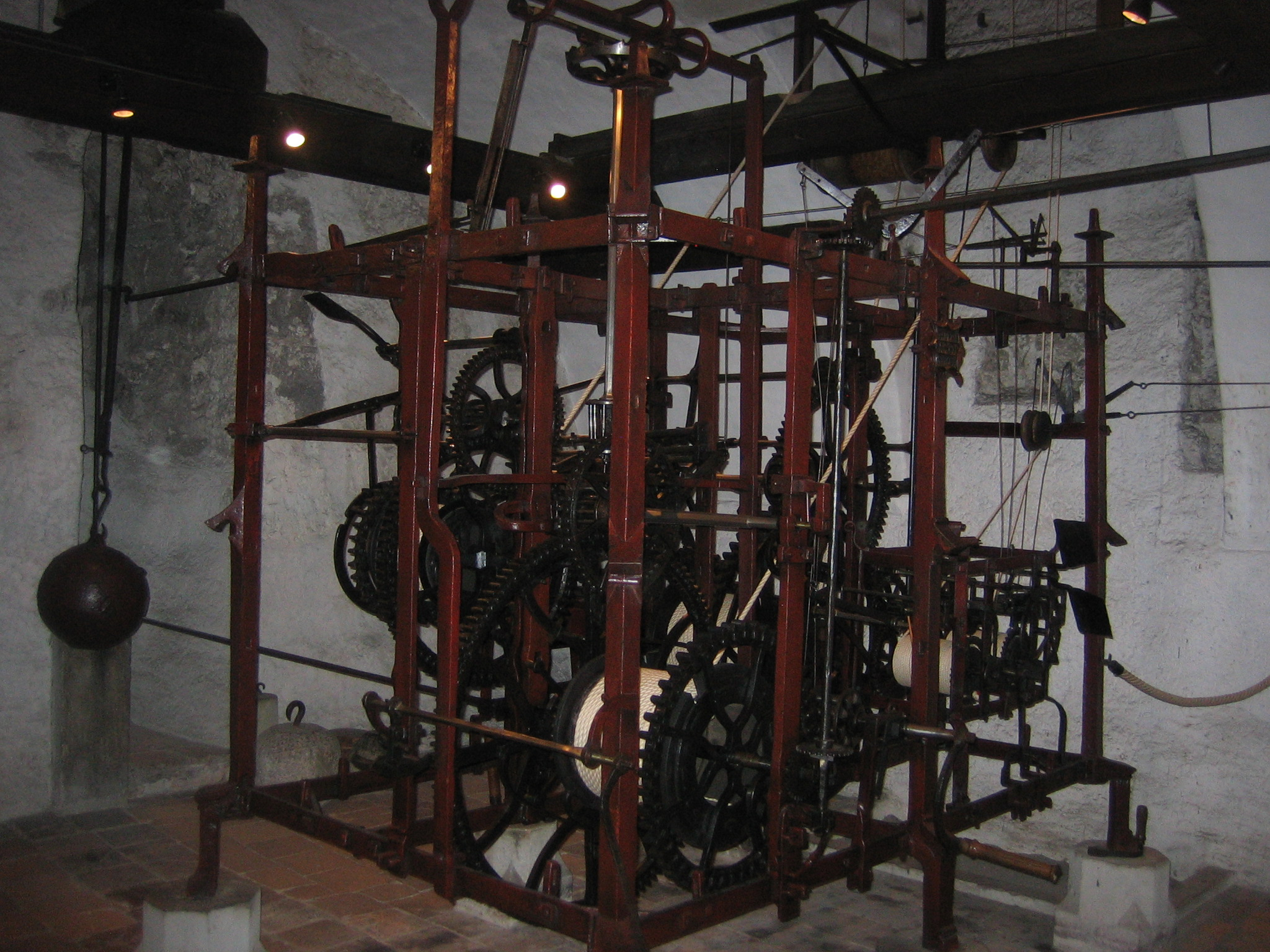
Uhrwerk von 1530

Kaspar Brunner († 9. Oktober 1561 in Nürnberg; heimatberechtigt in Bern) war ein Schweizer Schmied und Uhrmacher, der von 1527 bis 1530 die heutige Astronomische Uhr und das Glockenspiel des Zytglogge, des Zeitglockenturms in Bern, anfertigte.
Die erste Erwähnung Brunners stammt aus dem Jahre 1526, als er zum Zitgloggenrichter ernannt wurde. Der bernische Rat beauftragte ihn 1527, für eine Summe von 1000 Gulden ein neues Uhrwerk anzufertigen, da das alte so stark abgenutzt war, dass es nicht mehr repariert werden konnte.
Nachdem er 1530 das neue Uhrwerk erfolgreich eingebaut hatte, stieg Brunner gesellschaftlich auf. Er wurde in die Gesellschaft zu Schmieden, die Berner Zunft der Schmiede, aufgenommen, wodurch er das Recht erhielt, ein öffentliches Amt zu führen. 1537 wurde er zum Büchsenmeister des Berner Zeughauses gewählt und heiratete 1541 Anna von Graffenried, die Tochter eines Patriziers. Ebenfalls 1541 wurde er nach Nürnberg gerufen, damals die grösste Stadt des Heiligen Römischen Reiches. Dort stand er dem Städtischen Arsenal bis zu seinem Tod im Jahr 1561 vor. Soweit bekannt, hat Brunner nie wieder ein anderes Uhrwerk angefertigt.
Brunner arbeitete in seinem Leben zunächst als Schlosser und Schmied, später dann als Ingenieur, Büchsenmacher und Uhrmacher. Er ist damit ein typischer Vertreter der spätmittelalterlichen Schlosser und Schmiede, die zu Beginn der Frühen Neuzeit in Europa als meist autodidaktische Uhrmacher den Grossteil der mittelalterlichen Turmuhren erschufen. Es dauerte noch bis zur zweiten Hälfte des 16. Jahrhunderts, bis die Uhrmacherei zu einem eigenständigen Berufsbild wurde.